# Disney's All-Star Movies Resort

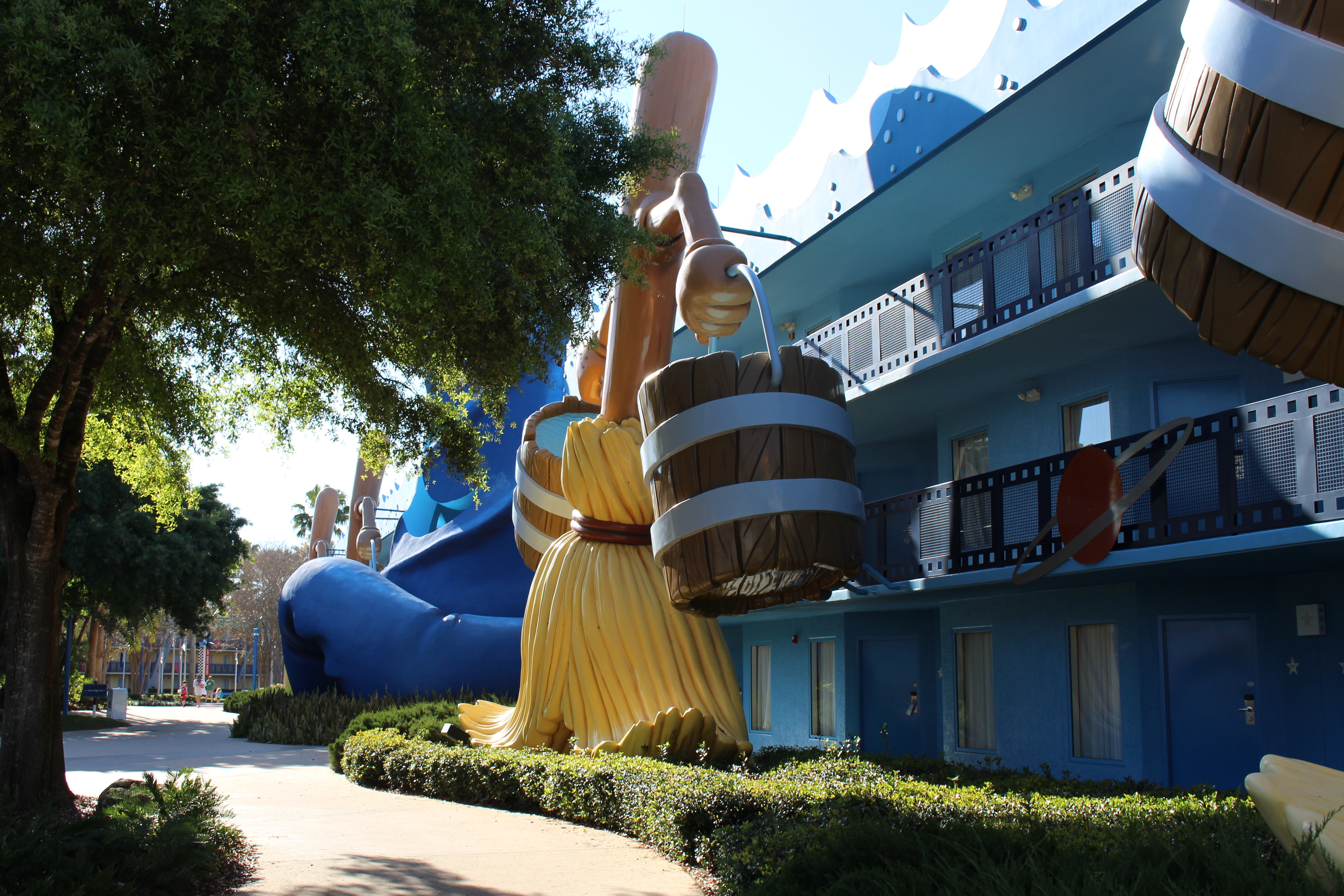
Vista do Disney's All-Star Movies Resort.

Disney's All-Star Movies Resort é um dos Walt Disney Resorts localizado no Walt Disney World em Lake Buena Vista, Flórida. Esse resort faz parte dos 4 Disney Resorts na categoria enconômica, juntamente com Disney's All-Star Sports Resorts, Disney's All-Star Music Resorts, e Disney's Pop Century Resort. O resort está localizado na zona sul da propriedade do Walt Disney World, e possui um tema dos filmes da Disney. Como todos os resorts da categoria econômica tem uma referência de utilizar grandes decorações, o All-Star Movies não é diferente, ele possui grandes decorações em cada bloco com filmes Disney como: Mighty Ducks, Herbie, The Love Bug, 101 Dálmatas e Toy Story. Como os outros resorts econômicos, o All-Star Movies possui uma grande praça de alimentação e um quiosque na piscina. Todos os quartos possuem ferro e tábua para roupa, secador de cabelo, frigoríficos (com uma taxa adicional), e os canais Disney Channel e ESPN estão disponíveis para todos os quarto do resort, juntamente com outros canais, a maioria dos quartos no resort possuem duas camas de casal. Todos os quartos são disponíveis para entrega de pizza e para pessoas não fumantes.